# Bibbia d'Angiò
La Bibbia d'Angiò, chiamata anche Bibbia di Napoli, Bibbia Angioina, Bibbia di Malines o Bibbia di Nicola di Alife, è un manoscritto realizzato da Cristoforo Orimina nel 1340 per ordine di Roberto d’Angiò, al tempo sovrano del Regno di Napoli, e dedicato a sua nipote ed erede, Giovanna I d’Angiò.

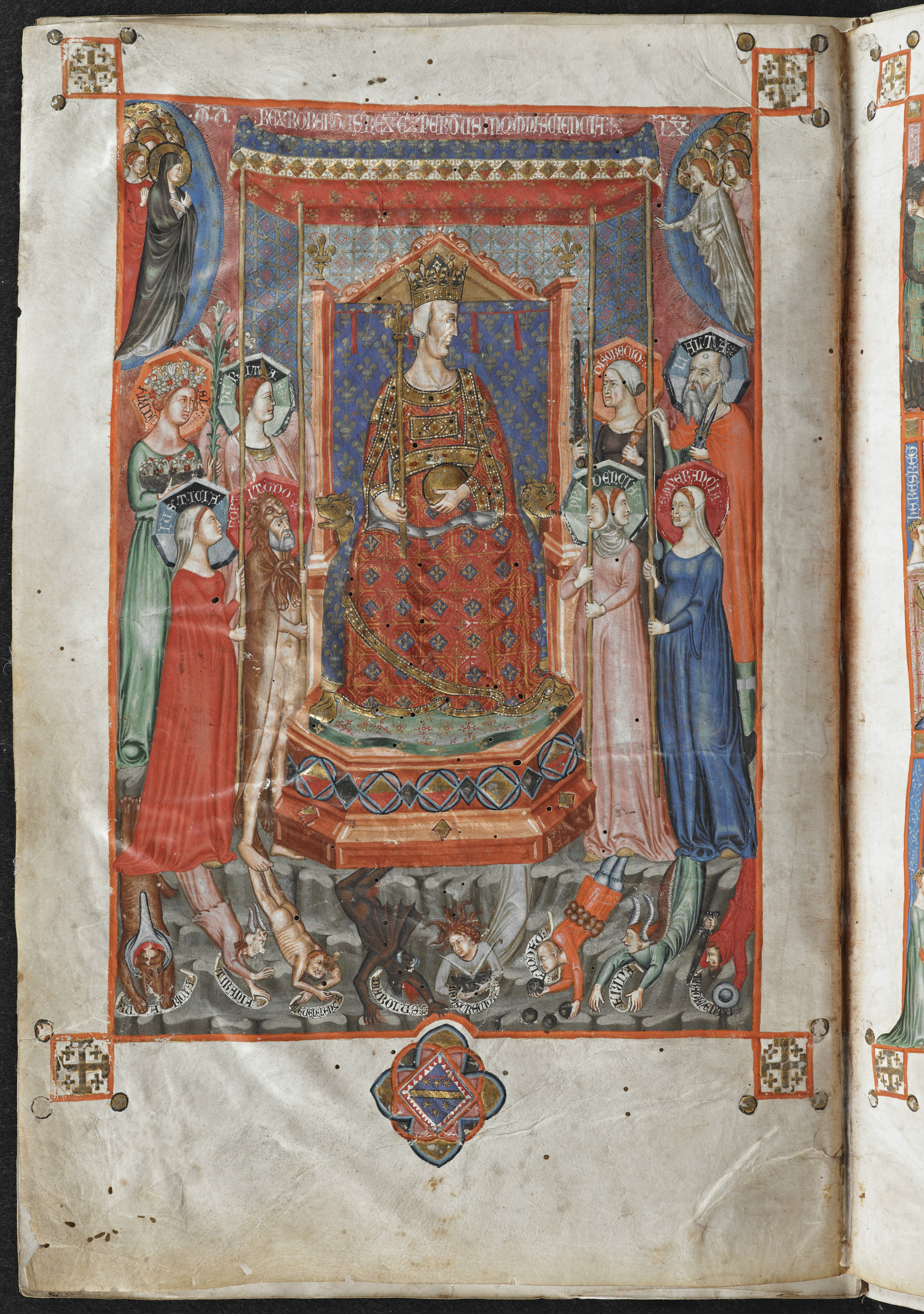
Terzo folio della Bibbia d'Angiò, col committente, Roberto il Saggio, assiso in trono

La Bibbia è composta da 344 fogli con due miniature a piena pagina e oltre 80 miniature più piccole e iniziali istoriate. L'opera è considerata un capolavoro della miniatura italiana del XIV secolo.
Questo prezioso manoscritto è ora in possesso della Chiesa cattolica belga, conservato nella biblioteca della Facoltà di Teologia dell'Università Cattolica di Lovanio. Il 10 marzo 2008 è stato inserito nell'elenco dei beni culturali mobili della Comunità fiamminga. 

## Contesto storico
Tra il 1335 ed il 1340, Roberto d’Angiò commissionò questa Bibbia come regalo, probabilmente di nozze, per la sua giovane nipote e futura erede al trono, Giovanna, ed il suo fidanzato Andrea, principe d'Ungheria. 
Roberto d’Angiò, terzogenito del re Carlo II, succedette al padre perché il primogenito, Carlo Martello, era morto prematuramente e Ludovico, il secondogenito, aveva scelto di farsi frate minore francescano durante la sua prigionia di sette anni, in Catalonia, con i fratelli Roberto e Raimondo Berengario, come riscatto per la liberazione del padre durante le Guerre dei Vespri Siciliani. Il trono sarebbe quindi dovuto aspettare a Carlo Roberto, figlio del defunto Carlo Martello, che però nel 1310 divenne, non senza difficoltà, Re d’Ungheria (in quanto nipote di Maria d’Ungheria, moglie di Carlo II e sorella di Ladislao IV), e quindi impossibilitato nell’attraversare l’Adriatico e acquisire l’altra eredità paterna. Il trono fu quindi assunto dal terzogenito Roberto, che si sposò due volte, prima con Violante d’Aragona e di Sicilia in segno di pace dopo la fine della Guerra dei Vespri e da cui ebbe due figli, Carlo e Luigi, e dopo con Sancha di Majorca e Aragona, con cui non ebbe discendenza. Dei figli maschi, Luigi morì giovanissimo, Carlo si sposò prima con Caterina d’Asbrugo, poi con Maria di Valois, da cui ebbe cinque figli ma di cui solo due bambine sopravvissero fino all’età adulta, la futura regina Giovanna e Maria, nata all’incirca sei mesi dopo la morte del padre.
Non passò molto tempo che il ramo ungherese della famiglia d’Angiò, appena consolidato il potere, iniziò a voler far valere i propri diritti sul trono del Regno di Napoli. Per calmare le acque, Roberto promosse un accordo matrimoniale tra Giovanna ed il secondogenito di Carlo Roberto, Andrea d’Ungheria, assieme alla promessa di maritare la più giovane Maria, erede al trono di Napoli nel caso Giovanna morisse senza eredi, a Luigi, fratello maggiore di Andrea ed erede al trono d’Ungheria. La Bibbia d’Angiò fu eseguita proprio negli anni del primo matrimonio, quando i due cugini di secondo grado e neosposi Giovanna e Andrea erano appena adolescenti, per celebrare l’unione tra i due rami della dinastia ma anche per sottolineare il primato della giovane Giovanna su Andrea come futura sovrana di Napoli.
Per la realizzazione dell’opera e delle sue preziose incisioni fu commissionato il miniaturista napoletano Cristoforo Orimina, figura centrale della miniatura napoletana durante il che iniziò la carriera nella corte del Re Saggio arrivando al suo culmine di fama durante il regno di Giovanna I.

## Descrizione
La Bibbia è composta da 344 fogli di pergamena di capra, aventi misure 420 x 280 mm, e cinque bifogli, che però a loro volta variano: Il primo è un bifoglio inserito successivamente, un po' più piccolo degli altri, l'esterno è stato lasciato bianco e all'interno sono dipinte miniature introduttive a piena pagina. Il secondo è un quaternione, in origine era un quinione (quindi composto da cinque bifogli), ma un bifoglio è stato asportato. Stessa cosa per la diciannovesima sezione è un quaternione e la trentatreesima un trinione (sezione formata da tre bifogli).
Il manoscritto, dopo varie peregrinazioni in tutta Europa, giunse nel Brabante nel 1509. Restò a Leuven fino alla Rivoluzione francese nel corso della quale fu nascosto, riapparendo poi nel deposito del Seminario Maggiore dell’Arcidiocesi di Mechelen-Brussels, da cui prese il nome come la Bibbia di Mechelen per diversi anni, prima di passare nella biblioteca Maurits Sabbe della facoltà di Teologia della Katholieke Universiteit di Lovanio.
La Bibbia doveva essere una rappresentazione chiara del lignaggio reale di Roberto e della sua legittimità a governare il Regno di Napoli. Ecco perché, fin dalle prime miniature, Roberto è raffigurato nel contesto delle storie bibliche: nelle immagini, lui e la sua famiglia, sono investiti di saggezza divina e dipinti come discendenti di re Salomone.